# Ars subtilior

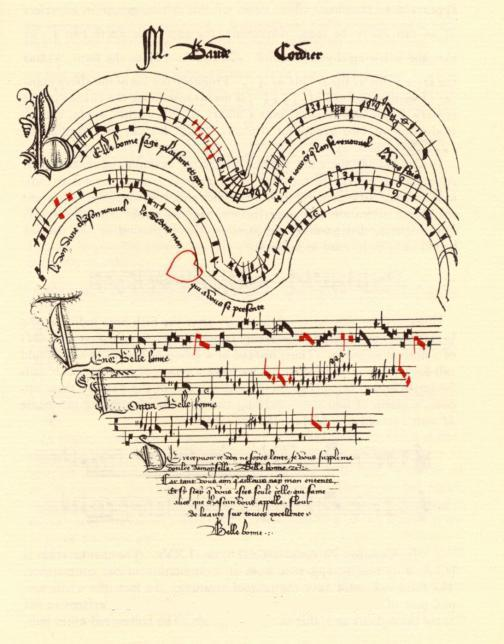
Un chanson despre dragoste, Belle, bonne, salvie, prin Baude Cordier, este într-o formă de inimă, cu roșu, însemnare ritmice modificări.

Ars subtilior (arta mai subtilă) este un stil muzical caracterizat prin complexitatea ritmicii și a notării, centrat pe Paris, Avignon, în sudul Franței, în nordul Spaniei de la sfârșitul secolului al XIV-lea. De asemenea, stilul este găsit în repertoriul francez cipriot. De multe ori termenul este folosit în contrast cu ars nova, care se aplică stilului muzical din perioada precedentă, de la aproximativ 1310 la aproximativ 1370; deși unii cercetători preferă să considere ars subtilior o subcategorie a stilului anterior. Surse primare pentru ars subtilior sunt Chantilly Codex, Modena Codex (Mod M 5.24) și Torino Manuscris (Torino J. II.9).

## Privire de ansamblu și istorie
Din punct de vedere muzical, producțiile stilului ars subtilior sunt extrem de rafinate, complexe, dificil de cântat, și, probabil, au fost produse, cântate și ascultate de un public restrâns de specialiști și cunoscători. Hoppin sugerează superlativ ars subtilissima, spunând, "doar din secolului al xx-lea muzica ajunge din nou la cele mai subtile rafinamente și complexități ritmice al stilului manieristic." Acestea sunt aproape exclusiv cântec laice, și au ca subiect principal dragostea, războiul, cavalerismul, și povești din antichitatea clasică. Există chiar și câteva cântece scrise în lauda figurilor publice (de exemplu Antipapa Clement al VII-lea). Daniel Albright compară avangardismul și muzica modernistă ale secolului XX "accent pe generarea de muzică prin expreimente tehnice" la precedentul stabilit de mișcările stilului ars subtilior "încântări autonome în extinderea regatului de sunet." El îl citează pe Baude Cordier din canonul perpetuu Tout par compas (Am compus totul cu/prin busola), notate pe un portativ circular.
Albright contrastează această motivație cu "urgență expresivă" și "supunerea față de regulile de creație" și, într-adevăr, ars subtilior a fost inventat de către muzicologul Ursula Günther în 1960, pentru a evita conotațiile negative ale termenilor stil manieristic și notație manierată. (Inventarea lui Günther s-a bazat pe referințe din Tractatus de diversis figuris, atribuite lui Philippos de Caserta, la compozitori trecând la un stil de "post modum subtiliorem comparantes" și de a dezvolta un "artem magis subtiliter".)
Unul dintre centrele de activitate de stil a fost Avignon la sfârșitul Captivității Babiloniene a Papalității și în timpul Marii Schisme (1378-1417), timpul în care Biserica Occidentală a avut un papă atât în Roma cât și în Avignon. Orașul de pe Rhône s-a dezvoltat într-un centru cultural activ, și a produs cele mai semnificative bucăți ale cântecului laic al secolului al xiv-lea tărziu.
Stilul răspândit în nordul Spaniei și chiar și în Cipru (care a fost un avanpost cultural francez în acel timp). Stilul a fost folosit de către compozitorii francezi, flamanzi, spanioli și italieni.

## Caracteristici ale notației
Unele manuscrise ale lucrărilor din ars subtilior au fost în forme neobișnuite și expresive, ca o formă de ochi de muzică. Precum și canonul circular al lui Baude Cordier și partitura în formă de inimă de mai sus, înscrie-a arătat mai sus și scrisul lui Jacob Senleches a compoziției La Harpe de melodie în formă de harpă.

### Compozitori în stilul ars subtilior
Principalii compozitori ai ars subtilior (cei de la care cel puțin trei compoziții în acest stil sunt cunoscute) sunt Anthonello de Caserta, Johannes Cuvelier, Egidius, Galiot, Matheus de Perusio, Philipoctus de Caserta, Jacob Senleches, și Trebor. Alte compozitori asociate cu stilul sunt:
- Johannes Ciconia, La flamma del pentru amor (Lucca, f.54v)
- Baude Cordier, Tout par compas (Rondo-canon)
- Martinus Fabri
- Paolo da Firenze
- Guido de Lange, Dieux gart (Rondo)
- Johannes Symonis Hasprois
- Matteo da Perugia
- Matheus de Sancto Johanne
- Solage, Fumeux fum par fumée (Rondo)[sursa nu confirmă][sursa nu confirmă]
- Antonio Zacara da Teramo
- Compozitori anonimi de la Nicosia, curtea Regelui Janus din Cipru

## Exemple
- Senleches: Fuions de ci (ajutor·info)
- Solage: Fumeux fume par fumee (ajutor·info)